# Alessandra Camarda
Pour les articles homonymes, voir Camarda.
Alessandra Camarda (née le 5 août 1988 à Bergame) est une joueuse italienne de volley-ball. Elle mesure 1,74 m et joue au poste de réceptionneuse-attaquante.

## Clubs
| Club                    | Pays   | De        | À         |
| ----------------------- | ------ | --------- | --------- |
| Pallavolo Brembate      | Italie | 2005-2006 | 2005-2006 |
| Volley Pisogne          | Italie | 2006-2007 | 2006-2007 |
| Volley Bergamo          | Italie | 2007-2008 | 2008-2009 |
| Conero Ancona           | Italie | 2009-2010 | 2009-2010 |
| RC Cannes               | France | 2010-2011 | 2010-2011 |
| AST Latina Volley       | Italie | 2011-2012 | 2011-2012 |
| Volley Terracina        | Italie | 2012-2013 | 2012-2013 |
| Pallavolo Hermaea Olbia | Italie | 2013-2014 | …         |

## Palmarès
- Ligue des champions
  - Vainqueur : 2009.
- Coupe d'Italie
  - Vainqueur : 2008.
- Championnat de France (1)
  - Vainqueur : 2011.
- Coupe de France (1)
  - Vainqueur : 2011.